# The Seventh Sign
The Seventh Sign è il settimo studio album del guitar hero svedese Yngwie Malmsteen, pubblicato il 9 maggio 1994 dalla Spitfire Records. L'edizione giapponese contiene anche la canzone "Angel in Heat" che è cantata dallo stesso Malmsteen.

## Tracce
1. Never Die - 3:29 -  (Malmsteen)
2. I Don't Know - 3:25 -  (Malmsteen, Vescera)
3. Meant to Be - 3:52 -  (Malmsteen)
4. Forever One - 4:35 -  (Malmsteen)
5. Hairtrigger - 2:43 -  (Malmsteen)
6. Brothers - 3:47 -  (Malmsteen)
7. Seventh Sign - 6:31 -  (Malmsteen)
8. Bad Blood - 4:25 -  (Malmsteen, Vescera)
9. Prisoner of Your Love - 4:27 -  (Amberdawn, Malmsteen)
10. Pyramid of Cheops - 5:10 -  (Malmsteen)
11. Crash and Burn - 4:05 -  (Malmsteen, Vescera)
12. Sorrow - 2:02 -  (Malmsteen)

## Formazione
- Yngwie J. Malmsteen - chitarra, sitar, basso, voce
- Mike Vescera - voce
- Mats Olausson - tastiere
- Mike Terrana - batteria